# Havana Marking

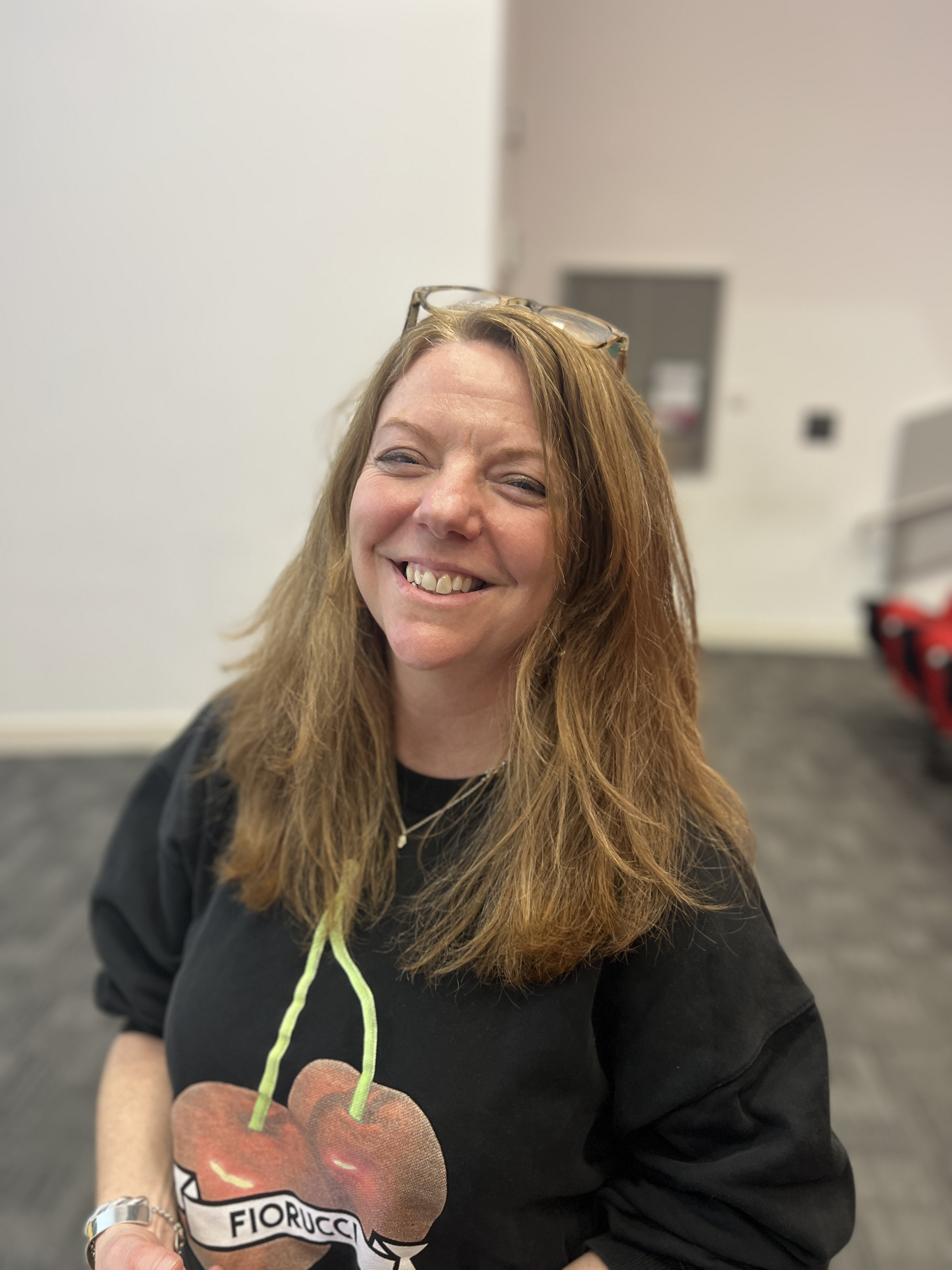
Havana Marking (2025)

Havana Marking (geb. in England) ist eine britische Produzentin und Regisseurin von Dokumentarfilmen.
Ihr bekanntester Film ist Afghan Star (2009), der die Auszeichnung Best Director und den Audience Award 2009 beim Sundance Film Festival erhielt. In dem Film begleitet sie die Teilnehmer der Produktion der afghanischen Fassung von American Idol, einem TV-Wettbewerb, den nach 30 Jahren Taliban-Herrschaft, Krieg und Unruhen kaum jemand für möglich gehalten hätte. 2013 erschien ihr Dokumentarfilm Smash and Grab: The Story of the Pink Panthers. Dieser Film handelt von Pink Panther, einer Gruppe von international tätigen Juwelenräubern, die in über 150 Raubüberfällen ca. 250 Millionen Dollar erbeutet haben sollen. Besondere Aktualität erlangte der Film im Juli 2013 durch den spektakulären Raubüberfall auf das Carlton Hotel in Cannes sowie die Flucht eines Bandenmitglieds aus einem Schweizer Gefängnis.

## Leben
Marking wurde in England geboren und zog als Kind in die Vereinigten Staaten. Ihr Vater, Giles Marking, ist Designer in London und war Architektur-Professor an der University of Washington. Stacy Marking, ihre Mutter, ist Journalistin, Autorin und Geschäftsfrau. Sie war eine der ersten weiblichen Fernsehregisseure im Vereinigten Königreich.
Marking ist Direktorin der Britischen Independent-Film-Firma Roast Beef Productions. Der Businessplan der Firma war: „Get a studio, fill it with talented people and see what happens“…. Ihre journalistischen Arbeiten, Artikel und Fotostories, wurden im The Guardian, The Observer und The Daily Telegraph veröffentlicht.

## Filmografie
- 2005: What Would Jesus Drive? (Produzentin)
- 2005: The F Word Producer (Produzentin)
- 2005: The Great Relativity Show
- 2007: The Crippendales
- 2009: Afghan Star
- 2013: Smash And Grab: The Pink Pant her Story
- 2013: Pussy Riot: A Punk Prayer (Produzentin)